# Camptotypus stigmaticus
Camptotypus stigmaticus là một loài tò vò trong họ Ichneumonidae.